# Lukáš Michna
Lukáš Michna (* 28. dubna 1990, Brno, Československo) je český fotbalový záložník, momentálně působící v prvoligovém týmu FC Zbrojovka Brno.

## Klubové statistiky
Aktuální k 6. září 2011
| Sezona | Klub                | Země  | Soutěž  | Zápasy | Góly |
| ------ | ------------------- | ----- | ------- | ------ | ---- |
| 08/09  | 1. FC Brno B        | Česko | 3. liga | 2      | 0    |
| 09/10  | 1. FC Brno B        | Česko | 3. liga | 18     | 1    |
|        | 1. FC Brno          | Česko | 1. liga | 9      | 0    |
| 10/11  | FC Zbrojovka Brno B | Česko | 3. liga | 24     | 3    |
|        | FC Zbrojovka Brno   | Česko | 1. liga | 2      | 0    |
| 11/12  | FC Zbrojovka Brno B | Česko | 3. liga | 19     | 2    |
|        | FC Zbrojovka Brno   | Česko | 2. liga | 12     | 0    |
|        | celkem              |       |         | 86     | 6    |